# 12 de Outubro
12 de Outubro (deutsch 12. Oktober) ist eine osttimoresische Aldeia im Sucos Comoro (Verwaltungsamt Dom Aleixo, Gemeinde Dili). 2015 lebten in 12 de Outubro 14.025 Menschen.
Der Name der Aldeia erinnert an den Besuch von Papst Johannes Paul II. in Osttimor am 12. Oktober 1989.

## Lage und Einrichtungen

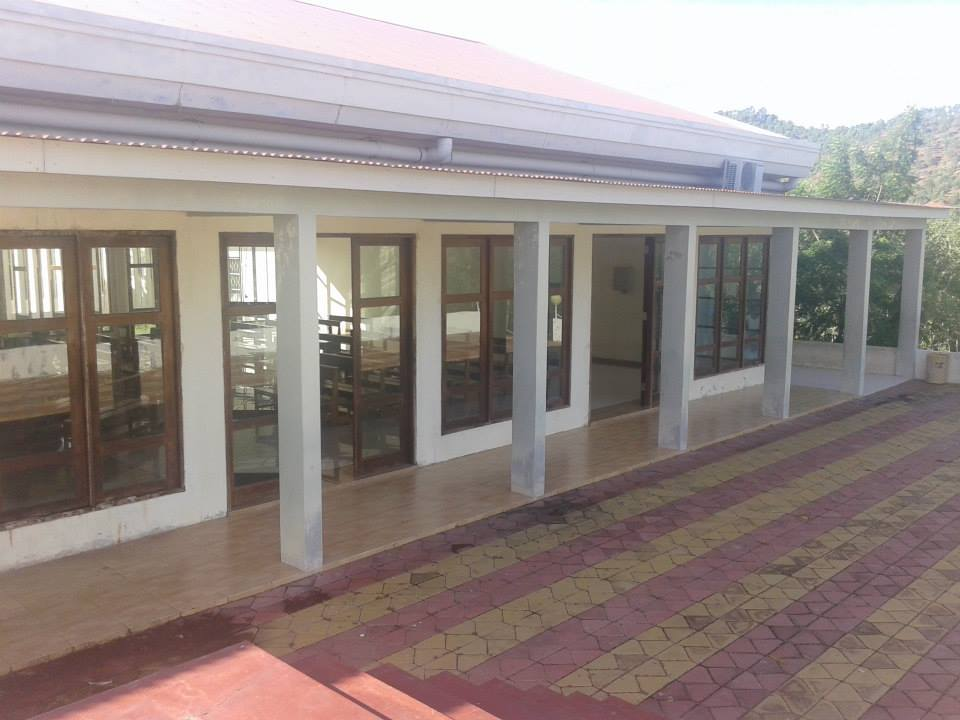
Monumento ao Santo Padre

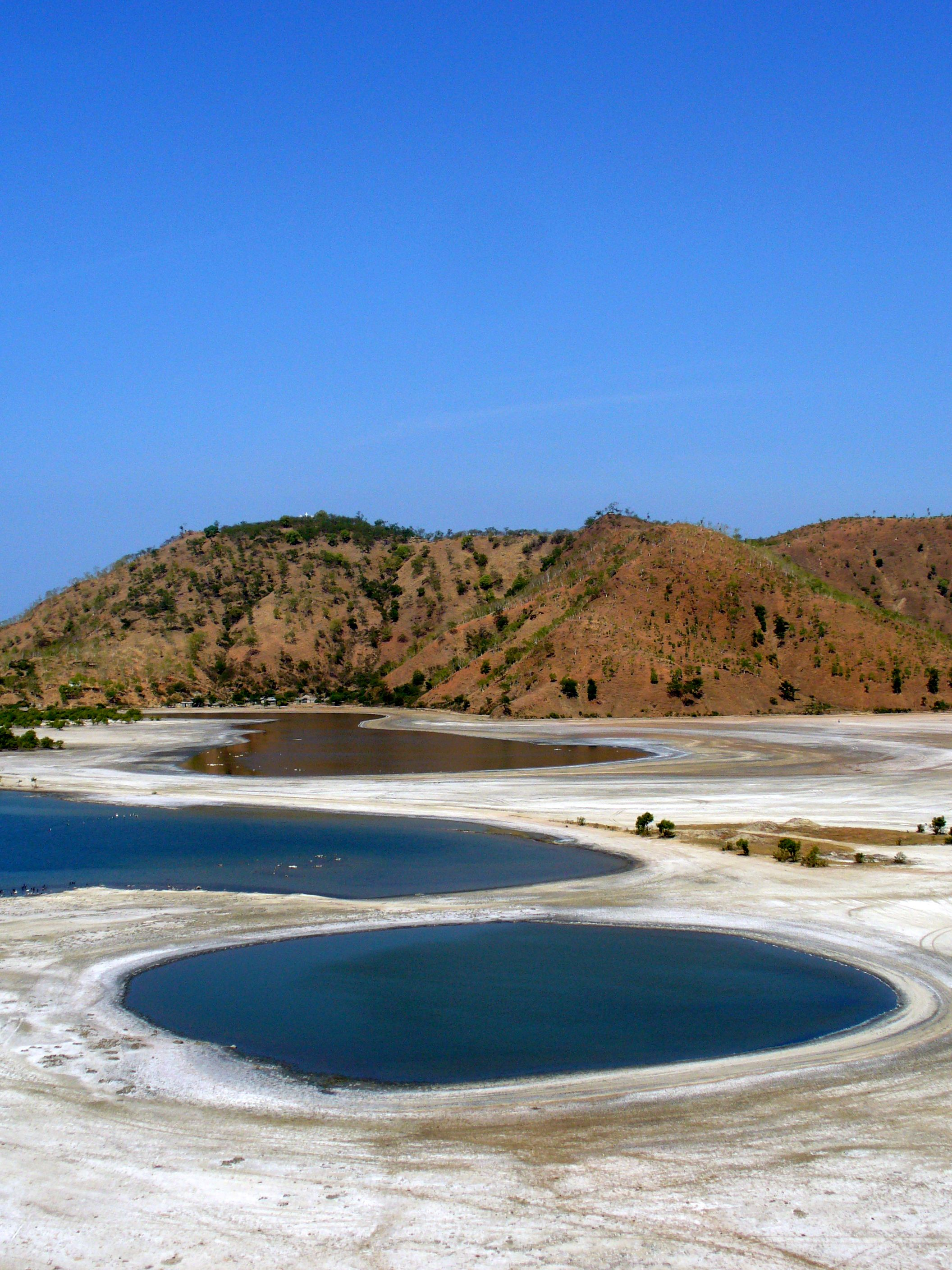
Die Seen von Tasitolu vor der Besiedlung des Ufers

Zur Aldeia 12 de Outubro gehört der Westen des Sucos Comoro. Im Osten grenzt 12 de Outubro an die Aldeias Golgota, 4 de Setembro, 30 de Agosto und Moris Foun. Die Küste im Norden gehört zum Suco Madohi. Im Westen und Süden grenzt 12 de Outubro an die Gemeinde Liquiçá.
12 de Outubro umschließt die drei Salzseen von Tasitolu. Hier fand die Massenmesse von Papst Johannes Paul II. statt. Daran erinnert eine Kapelle, ein Denkmal und der Friedenspark. Auf dieser Fläche fanden auch die Feierlichkeiten zur Entlassung Osttimors in die Unabhängigkeit 2002 statt. Daneben gibt es in Tasitolu eine Pferderennbahn. An den Salzseen finden sich zahlreiche Vogelarten.
In 12 de Outubro befindet sich im Osten die Grundschule 12 de Outubro und die Prä-Sekundar-Schule Nicolao Lobato.